# متلازمة الطفل الرمادي

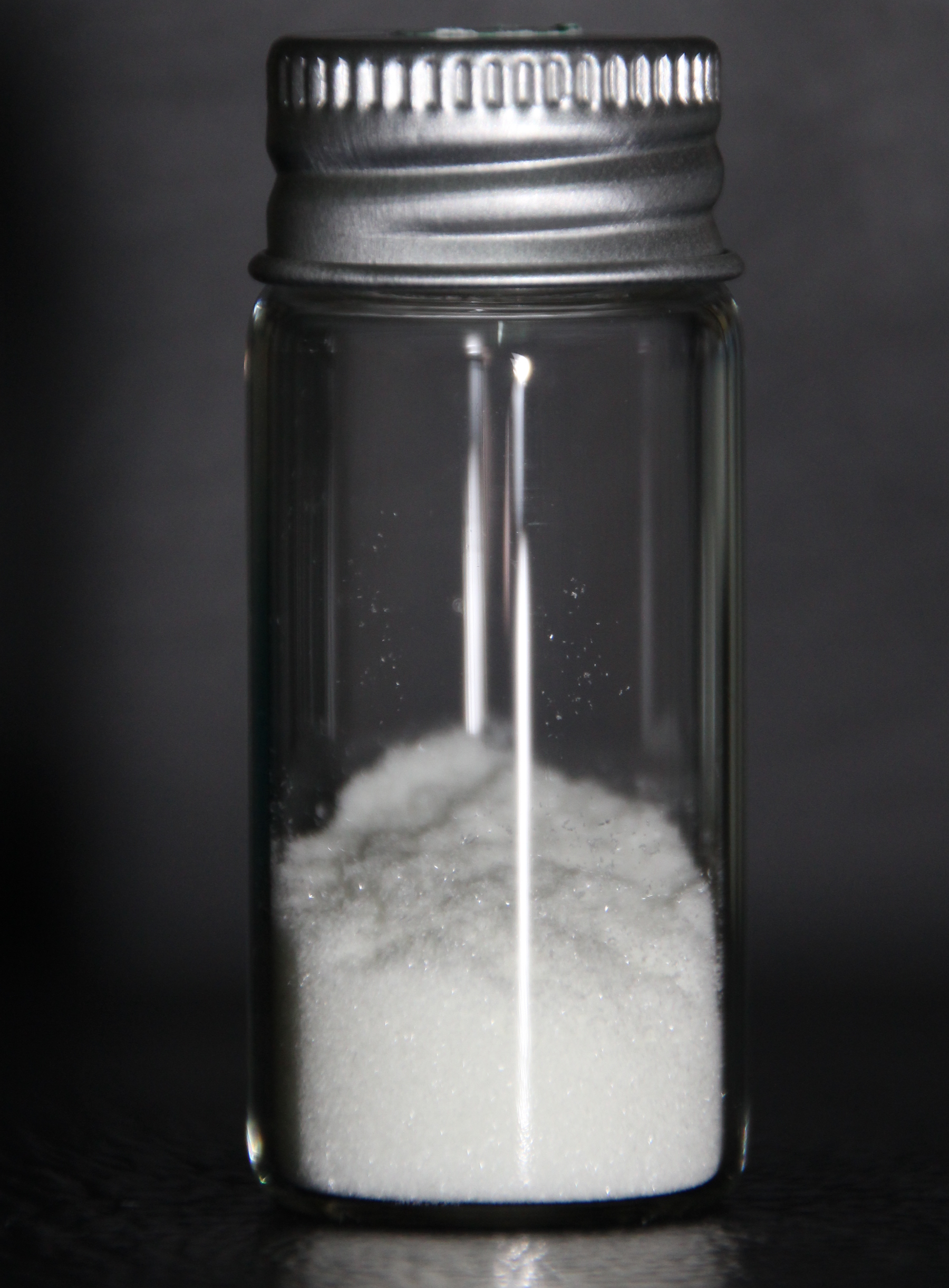
عينة من عقار الكلورامفينيكول النقي

مُتلازمة الطفل الرمادي (بالإنجليزية: Gray baby syndrome)‏ هي عرض جانبي نادر ولكنه خطير يحدث في الرضع (خاصةً المبتسرين) بعد حقن المضاد الحيوي كلورامفينيكول في الوريد.

## الأعراض والعلامات
تبدأ الأعراض والعلامات في الظهور عادةً بعد 2-9 أيام من العلاج بالكلورامفينيكول، وتشمل:
- ضعف عام
- جلد رمادي شاحب
- هبوط الدورة الدموية
- انخفاض درجة الحرارة
- زرقة
- انخفاض ضغط الدم
- قيء
- رفض الطفل للرضاعة
- براز لين مخضر[2]
- انتفاخ البطن
- عدم انتظام التنفس
- قد يؤدي إلى الوفاة خلال ساعات.[3]

## الآلية
بسبب نقص عملية الاقتران الغلوكوروني في الطفل؛ مما يؤدي إلى تراكم نواتج التمثيل الغذائي السامة:
- عدم نضج إنزيم ناقلة الغلوكورونوزيل-ثنائي فسفات اليوريدين [الإنجليزية] في الرضع (خاصةً المبتسرين منهم) وعدم قدرته على إجراء عملية الأيض لكميات الكلورامفينيكول.[2]
- عدم قدرة الكلى على التخلص من الكلورامفينيكول غير المقترن.

ونظراً لهذه الأسباب يرتفع مستوى الكلورامفينيكول في الدم، ويوقف نقل الإلكترونات في عضلة القلب والكبد والعضلات الهيكلية مسبباً الأعراض السابق ذكرُها.

## الوقاية
عن طريق تجنب إعطاء الكلورامفينيكول للمواليد والمبتسرين، أو إعطائه في حدود الجرعات الموصى بها مع مراقبة مستواه في الدم. ونظراً لوجود مضادات حيوية حديثة بديلة وأكثر أماناً كسيفالوسبورين تراجع استخدام الكلورامفينيكول بشدة."
كما أنه ينتقل عن طريق لبن الرضاعة؛ ومن ثم لا ينبغي للأم أخذه أثناء الحمل والرضاعة.

## العلاج
إيقاف العلاج بالكلورامفينيكول فوراً، وقد يتم اللجوء إلى تبديل دم الطفل للتخلص من العقار، وقد يتم استخدام عقار الفينوباربيتال كمحفز لإنزيم يو دي بي غلوكورونيداز.